# Biétrumé
Le biétrumé est un caramel mou à base de crème fraîche cuite, avec beurre (ou chocolat) et truffé de noisettes grillées. Il fut créé à des fins touristiques, en 1954, à la demande de la ville de Namur par la chocolaterie Fronville de la Maison des Desserts (rue Haute-Marcelle), à Namur.
On donna au caramel le nom de « biétrumé » en réminiscence de Jean-Biétrumé Picar, farceur espiègle légendaire namurois du XVIIIe siècle, dont l'existence n'est pas prouvée. Il est réputé pour ses grimaces, pour ses imitations d’accents, et pour les tours pendables qu’il jouait aux bons bourgeois.